# Héctor Gaete Feres
Héctor Guillermo Gaete Feres (El Carmen, Chile, 1956) es un arquitecto chileno, ex Rector de la Universidad del Bío-Bío. Es casado, tiene tres hijos y se define Regionalista. El 16 de julio de 2006, fue nombrado Hijo Ilustre en la celebración del aniversario de su ciudad natal. Experto en Arquitectura y Urbanismo, sus áreas de interés científico se amplían también a Planificación Urbana, Administración y Gestión del Urbanismo, Mercado Inmobiliario Urbano, Desarrollo Regional y Local, Participación Ciudadana, Educación Superior y Gestión Universitaria.

## Biografía
Sus primeros años de educación básica los curso en la Escuela Pública de Hombres (actualmente Liceo Polivalente Juvenal Hernández Jaque), en la localidad de El Carmen, terminó su enseñanza básica y media en el Colegio San Francisco Javier, en la ciudad de Puerto Montt. 
Posteriormente ingresó a la Universidad del Bío-Bío, a la carrera de Arquitectura, donde en 1981 obtuvo el premio Arquitecto Joven otorgado por el Colegio de Arquitectos de Chile. Tras obtener su título, ingresa a la Universidad de Chile donde obtiene el postgrado de Magister en Urbanismo con distinción máxima y siendo galardonado con el Premio Mejor Alumno y Mejor Tesis.
Tras culminar sus estudios en Chile, ingresa a la Universidad Politécnica de Cataluña en España, donde obtiene el grado de Doctor en Gestión y Valoración Urbana aprobado con máxima calificación. Luego del doctorado fue en busca del Postítulo en Gestión de Servicios Públicos y Urbanos, en la Universidad de los Andes en la ciudad de Bogotá, Colombia y el Diplomado en Uso Estratégico de Tecnologías de Información, en la Universidad de Harvard, Cambridge, Estados Unidos.

### Labor en Universidad del Bío-Bío
En 1985 se incorpora al cuerpo académico de la Facultad de Arquitectura, Construcción y Diseño de la Universidad del Bío-Bío. Como profesor universitario ha escrito un número importante de apuntes para sus alumnos. Como investigador ha liderado proyectos de innovación y desarrollo, en las áreas de planificación y urbanismo. Este trabajo se ha plasmado en libros y numerosas publicaciones en revistas nacionales e internacionales. Es creador y director del boletín Mercado de Suelo que se distribuye trimestralmente en el Gran Concepción, Chile, desde hace 27 años. Académico y miembro del Comité Académico del Doctorado en Arquitectura y Urbanismo de la Universidad del Bío-Bío.
Su participación en gestión universitaria se desarrolla principalmente en la Universidad del Bío-Bío. En 1990, asume como Director de Planificación y Estudios, en 1995, ocupa el cargo de Vicerrector de Asuntos Económicos. Desde 1998 y hasta agosto de 2006, se desempeña como Vicerrector Académico. En julio de 2006 es elegido como Rector de la Universidad del Bío-Bío desde 2006 a 2010, siendo reelegido en dos periodos más, hasta el año 2018 en que no se presentó como candidato. Fue Rector elegido por sus pares durante tres periodos consecutivos. 
En la actualidad es académico-investigador en el Departamento de Planificación y Diseño Urbano, Facultad de Arquitectura, Construcción y Diseño de la Universidad del Bío-Bío, sede Concepción. Da clases de Urbanismo III, Seminario de Título, Guía de Proyecto Final de Título y Taller de Proyecto VII-Diseño Urbano. En postgrado es miembro del Comité Académico del Doctorado en Arquitectura y Urbanismo, forma parte del claustro del programa y da clases en la asignatura de Formación Avanzada en Desarrollo Urbano.

## Otras Participaciones
Ha sido consultor de diversos organismos internacionales (Naciones Unidas, Agencia de Cooperación Alemana) y nacionales (Ministerios de Vivienda y Urbanismo, Ministerio de Obras Públicas y Varios Municipios) y en obras de repercusión para el Gran Concepción como el proyecto de recuperación de terrenos en la ribera norte del Río Biobío.
Miembro (2008-2015) del Comité Ejecutivo que dirige el Consejo de Rectores de Universidades Chilenas (CRUCh) y Preside el Comité de Financiamiento y Política Universitaria del Consejo. Miembro (2008-2015) de la Directiva del Consorcio de Universidades del Estado de Chile. (CUECh).
Participa en diferentes sociedades científicas y corporaciones relacionadas con su profesión y especialidad. Past Presidente de la Corporación para la Regionalización del Bío-Bío, Corbiobío.
Michelle Bachelet, presidenta de la República de Chile de ese entonces, lo nombró en abril de 2014, Asesor Presidencial en la Comisión Asesora Presidencial de Descentralización y Desarrollo Regional.
La Comisión entregó su Informe el martes 7 de octubre de 2014 a su excelencia la Sra. Presidenta de la República, en el Salón de Honor del Congreso Nacional en la ciudad de Valparaíso.
Desde abril de 2019 es Miembro del Grupo Gobernanza y Áreas Metropolitanas del CNDU, Consejo Nacional de Desarrollo Urbano.
Es socio de la oficina Gaete y Umanzor Consultores dedicada a prestar asesorías y realizar servicios de Arquitectura, Urbanismo y Gestión Inmobiliaria. 

## Libros, Artículos y Presentaciones

### Libros
- Las Regiones Ahora. Corporación para la Regionalización de Chile (CORCHILE), 1993.
- Las Ciudades en el Desarrollo Nacional. Desafíos Para un buen Gobierno; I. Municipalidad de Santiago, Chile; 1997.
- Desarrollo Urbano. Universidad del Bío-Bío; Concepción, 1999. ISBN 956-7813-00-0
- Mercado del Suelo Urbano en Chile. Ediciones UBB, Concepción, Chile. ISBN 956-7813-23-X
- Hacia un Modelo de Administración y Gestión del Urbanismo Para Ciudades Intermedias. Universidad Politécnica de Cataluña (UPC), Barcelona, España; 2005. ISBN 84-689-3472-0.
- Vivienda Social en Chile. Intervenciones tras el terremoto de febrero de 2010 . En Visiones del Hábitat en América Latina. Participación, autogestión, habitabilidad, Editorial Reverté, Barcelona, nov 2018. ISBN 978-84-291-2132-2
- Liderazgo Estratégico en Educación Superior. En Investigaciones sobre gobernanza universitaria y formación ciudadana, Editorial Fontamara, México, marzo de 2019. ISBN 978-60-773-6545-7

### Artículos y Presentaciones
Ver aquí.